# Парк Липки
«Ли́пки» (Сад Липки) — один из старейших парков в Саратове, расположенный в историческом центре города и являющейся его достопримечательностью. Расположен между улицами Радищева, Волжской, Соборной и Соборной площадью. Рядом с садом расположены храм Утоли моя печали, консерватория, филармония, памятник Н. Г. Чернышевскому, стадион «Динамо». От угла сада начинается Бабушкин взвоз, выходящий к Волге.
Сегодня «Липки» — одно из наиболее излюбленных мест отдыха саратовцев, наряду с Городским парком. В саду произрастает более тысячи деревьев и более 300 кустарников 56 наименований: тополь душистый, сосна, орешник, несколько видов хвойных, орех грецкий, бархат амурский, катальпа, рябина гибридная, бундук двудомный, черемуха, сирень, конский каштан, липа и клён.
В саду есть 2 фонтана и 2 памятника:
- В 1980-е годы был установлен фонтан из стекла, изготовленный на Саратовском заводе технического стекла.
- В 1990-е годы появился фонтан с символом Саратова — стерлядкой (скульптура из дерева).
- В 1999 году к 200-летию со дня рождения был открыт бюст А. С. Пушкина.
- В 2002 году был открыт памятник «Юным морякам-саратовцам Соловецкой школы юнг Северного флота 1942—1944 годов».[2]

В апреле сад обычно закрывается на весь месяц для ремонта и благоустройства.

## История
После победы России в войне 1812 года было принято решение построить кафедральный собор Александра Невского на Соборной площади. В 1824 году по инициативе городской управы и решению городской думы было принято решение посадить вокруг собора сад, об этом 8 апреля (26 марта по старому стилю) 1824 года в журнале Саратовской городской думы записано: «Сего числа Дума, имея за рассуждение, что к украшению города нужным признать сделать на площади Александровского собора бульвар, насадить липок и сделать приличную огородку». Летом того же года в парке мещанином М. Смирновым и крестьянином Н. Федоровым было высажено 1080 липок. Указывают также на вклад в обустройство бульвара у нового собора потомственного почётного гражданина, купца, городского головы (1852—1857 г.) Льва Степановича Масленникова.
Изначально парк назывался «Александровским бульваром», затем — «Городским бульваром», в 1876 году впервые официально упомянуто название «Липки».
В 1876 году по распоряжению городской управы в парк завозилась чёрная луговая земля. В 1877 году в парке стала функционировать оранжерея для выращивания рассады и хранения зимой агав и эхеверий.
В 1891 году был произведён ряд улучшений: главную аллею, где обычно играл оркестр, выровняли и утрамбовали, высажено 600 деревьев и кустарников.
В 1908 году общество рабочих кузнечно-слесарного цеха в мастерских Александровского ремесленного училища изготовило кованую железную ограду по эскизам художника Сергея Чехонина, в цветочный орнамент арок над воротами включены осетровые рыбы (также деревянная скульптура стерляди украшает ныне фонтан возле детской площадки).
За 1906—1909 годы в парке керосиновое освещение было постепенно заменено на электрическое.
В 1913 году в рамках празднования трёхсотлетнего юбилея дома Романовых саду было присвоено именование «Александровский бульвар».
Неподалёку от Липок, в концертном зале, в 1917—1918 гг. работал Солдатский Театр Революции.
Решением Саратовского облисполкома «Об утверждении перечня государственных памятников природы местного значения» от 27 декабря 1991 года и постановлением губернатора Саратовской области от 21 апреля 1997 года «Об утверждении Перечня памятников природы регионального значения в Саратовской области» Липки отнесен к памятникам природы.
Указом Президента Российской Федерации от 20 февраля 1995 года сад Липки вошёл в перечень объектов исторического и культурного наследия Федерального значения.

## Галерея
- Фонтан Символ Саратова в саду Липки
- Фонтан из стекла в саду Липки
- Сад Липки, Пушкин, Золотая осень
- Юным морякам-саратовцам Соловецкой школы юнг

## В искусстве
О «Липках» писал в своих воспоминаниях Константин Федин.
В романе «Первые радости» Федин пишет:

В городе был большой бульвар с двумя цветниками и с английским сквером, с павильонами, где кушали мельхиоровыми ложечками мороженое, с домиком, в котором пили кумыс и югурт. Аллеи, засаженные сиренями и липами, вязами и тополями, вели к деревянной эстраде, построенной в виде раковины. По воскресеньям в раковине играл полковой оркестр. Весь город ходил сюда гулять, все сословия, все возрасты. Только у каждого возраста и каждого сословия было своё время для посещения бульвара и своё место, приличное для одних и недопустимое для других. Бульвар назывался Липками и под этим именем входил в биографию любого горожанина, как бы велик или мал он ни был.

В романе «Необыкновенное лето» вновь упоминается сад Липки:

Дом, в котором проживал Дорогомилов, стоял на одной из тихих улиц, примыкавших с Волги к городскому бульвару — Липкам.

Они проходили Липками, и Пастухов ничуть не раскаялся, что принял предложение — посидеть и выслушать предание об Арсении Романовиче.